# Elżbieta Charlotta z Palatynatu
Elżbieta Charlotta zwana Lisolettą, niem. Elisabeth Charlotte von der Pfalz fr. Élisabeth Charlotte de Bavière lub Charlotte-Élisabeth de Bavière. (ur. 27 maja 1652 w Heidelbergu, zm. 8 grudnia 1722 w Saint-Cloud) – księżniczka Palatynatu Reńskiego, księżna orleańska.

## Życiorys
Córka elektora Karola Ludwika i Charlotty Hessen-Kassel. Jej dziadkami byli Fryderyk V "Zimowy król" i Elżbieta Stuart, oraz Wilhelm V landgraf Hesji-Kassel i Amalia Elżbieta Hanau-Münzenberg.
"Lisolette" zaczęto ją nazywać w dzieciństwie − był to skrót obu jej imion. Jej rodzice nie byli szczęśliwym małżeństwem, Elżbietę i jej brata Karola wychowywała ich ciotka Zofia Dorota Wittelsbach. Ojciec Elżbiety rozwiódł się z żoną w 1653 i ożenił z Marią Luizą Degenfeld. Liselotte miała wyjść za swojego kuzyna Wilhelma Orańskiego, jednak ojciec postanowił zwrócić się w stronę Francji i wydał swoją córkę za owdowiałego księcia orleańskiego Filipa I, brata króla Francji Ludwika XIV. 
16 listopada 1671 w Metz odbył się ślub per procura. Ślub wiązał się ze zmianą wiary Liselotte z kalwinizmu na katolicyzm. Był to już drugi ślub Filipa, który ze swoją pierwszą żoną, Henriettą Anna Stuart, miał czworo dzieci. Powszechnie znana była jego homoseksualność, na swoim dworze utrzymywał wielu faworytów. Liselotte w przeciwieństwie do pierwszej żony Filipa patrzyła przychylniejszym okiem na upodobania męża, aczkolwiek dochodziło między nimi do kłótni na temat stałej obecności faworytów Filipa w ich rezydencji. Para doczekała się trojga dzieci: 
- Aleksander Ludwik (2 czerwca 1673 – 16 marca 1676), książę de Valois,
- Filip II (2 sierpnia 1674 – 2 grudnia 1723), książę Orleanu i regent Francji,
- Elżbieta Charlotta (13 września 1676 – 23 grudnia 1744), mademoiselle de Chartres, żona księcia Lotaryngii Leopolda Józefa, matka cesarza Franciszka I.

Po narodzinach córki para wzajemnie uzgodniła zaprzestanie stosunków małżeńskich. Liselotte zajęła się pisaniem listów. Jej ogromna korespondencja zawiera szczegółowe uwagi na temat dworu Ludwika XIV. Po bezpotomnej śmierci Karola II, elektora Palatynatu Reńskiego, jego ziemie miały przejść w ręce katolickiej linii Wittelsbachów Reńskich. Król Francji wystąpił w imieniu Liselotte z żądaniami dziedziczenia Palatynatu. W wyniku jego wojskowej interwencji wybuchła wojna palatynacka, ale ostatecznie tytuł elektora Palatynatu Reńskiego przeszedł do katolickiej linii Wittelsbachów Reńskich reprezentowanej przez Filipa Wilhelma Wittelsbacha.